# シクロペンタジエニルナトリウム
シクロペンタジエニルナトリウム（sodium cyclopentadienide）は化学式C5H5Naで表される有機ナトリウム化合物である。本化合物はしばしばNaCpあるいはCpNaと略記される（Cp−はシクロペンタジエニドアニオン）。Cpは錯体化学においてシクロペンタジエニル配位子の略としても使用される。

## 調製
シクロペンタジエニルナトリウムはTHF溶液として市販されている。シクロペンタジエンをナトリウムで処理することによって調製される。
{\displaystyle {\ce {{2Na}+ 2 C5H6 -> {2NaC5H5}+ H2}}}
通常、この変換はジシクロペンタジエン中の溶融ナトリウム懸濁液を加熱することによって行われる。以前は、ナトリウムは「ナトリウムワイヤー」あるいは「ナトリウムサンド」の形で提供されていた。ナトリウムサンド（砂）は加熱還流し素早く撹拌したキシレン中でナトリウムを溶解させることにより調製されたナトリウムの微細分散である。
水素化ナトリウムが適当な塩基である。
{\displaystyle {\ce {{NaH}+ C5H6 -> {NaC5H5}+ H2}}}
初期の研究では、グリニャール試薬が塩基として用いられた。シクロペンタジエンのpKaは15であり、多くの試薬により脱プロトン化することができる。
NaCpの特性はその媒質に強く依存しており、合成計画と立てる目的でしばしばNa+C5H5−で表される塩として表現される。なかなか目にすることのない結晶性の無溶媒NaCpは、Na+中心がμ-η5:η5-C5H5配位子間にサンドイッチされたものが交互に続く無限鎖となるポリデッカーサンドイッチ錯体である。ドナー溶媒中の溶液として、NaCpはNa(tmeda)Cp付加体の分離性から示唆されるようにアルカリ金属において特に高度に溶媒和されている。

## 応用
シクロペンタジエニルナトリウムは、メタロセンの調製のための一般的な試薬である（例: フェロセンおよび二塩化ジルコノセンの調製）。
{\displaystyle {\ce {{2NaC5H5}+ FeCl2 -> {Fe(C5H5)2}+ 2NaCl}}}
{\displaystyle {\ce {{ZrCl4(thf)2}+ 2NaCp -> {Cp2ZrCl2}+ {2NaCl}+ 2THF}}}